# Радухув
Радухув (пол. Raduchów) — село в Польщі, у гміні Серошевиці Островського повіту Великопольського воєводства.
Населення — 56 осіб (2011).

## Демографія
Демографічна структура станом на 31 березня 2011 року:
|          | Загалом | Допрацездатний вік | Працездатний вік | Постпрацездатний вік |
| -------- | ------- | ------------------ | ---------------- | -------------------- |
| Чоловіки | 25      | 4                  | 21               | 0                    |
| Жінки    | 31      | 8                  | 18               | 5                    |
| Разом    | 56      | 12                 | 39               | 5                    |